# 教科書

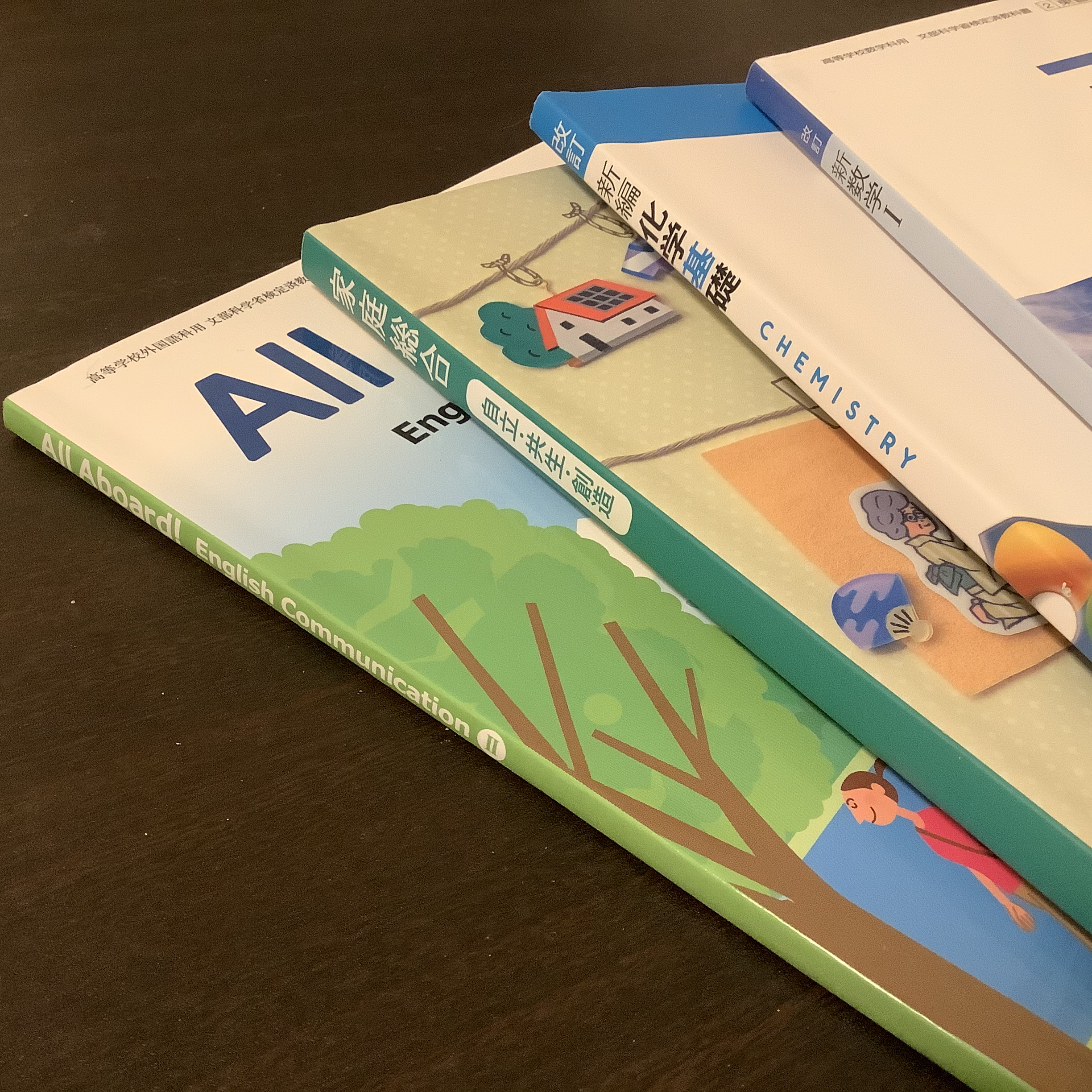
日本の教科書（高等学校用）

教科用図書（きょうかようとしょ、英語: textbook、schoolbook）、略して教科書（きょうかしょ）は、学問などを学ぶときに、主たる教材として用いられる図書。
なお、市販されている「教科書」とその他の「教材」との区別は
- 検定されたもののみを「教科書」と呼ぶ。それ以外の教材は「副教材」「ワークブック」「テキストブック」「ハンドブック」やその書籍の名前で呼ばれ、教科書とは明確に区別される。学校内での分類。
- 単に学問を習うための教材としての書籍全般を示す言葉で厳密に区別されない分類。

がある。

## 概要
学校教育とりわけ初等教育や中等教育では、国や地域によってさまざまなタイプの教科書が使用されている。政府と民間（企業など）の関わり方の違いによって、以下のように大別することができる。
- 国定教科書：国家（政府）が発行して、生徒に使用を義務付けるもの。
- 検定教科書：民間が発行するが、国家（政府）が検定を行なうもの。原則として、生徒は使用を義務付けられる。ただし、検定外教科書を副読本として併用する場合もある。
- 検定なしの教科書：民間が発行して、国家（政府）は基本的に干渉しないもの。毎年入れ替る生徒1人ごとに購入する義務はないので、学校が生徒に貸し出す貸出し制にしている国もある（アメリカ[1]、フィンランド、ノルウェーなど）。

下表に、主な国の初等教育におけるの違いを示す。
| 教科書の制度 | 発行 | 主な国々（2009年現在）                                     | 過去の主な国々 |
| ------------ | ---- | ---------------------------------------------------------- | -------------- |
| 国定教科書   | 国家 | イラン、韓国、タイ、マレーシア                             | 日本、中国     |
| 検定教科書   | 民間 | 中国、ドイツ、日本、台湾、ノルウェー、                     | フィンランド   |
| 検定なし     | 民間 | アメリカ、イギリス、オーストラリア、フィンランド、フランス |                |

イギリスにはガイドライン（学習指導要領）はなく、アメリカでは自治体が、フランスでは政府がガイドラインを示すが、教科書検定は行わない。ドイツは検定を行うが、国でなく自治体が行っている。
なお、外国人学校、特に国籍・民族・言語などが特定される場合は、本国の教育制度に対応した教科書を使用することが少なくない。例えば、日本における韓国学校は韓国の国定教科書を使用、日本フィンランド学校はフィンランドの民間の教科書を使用（貸し出し制）、日本国外の日本人学校は日本の検定教科書を使用する。

## 各国の教科書事情

### 日本
- 初等教育・中等教育

日本の初等教育（小学校などにおける教育）と中等教育（中学校・高等学校などにおける教育）では、文部科学大臣による検定を経た教科用図書（文部科学省検定済教科書）や、文部科学省が著作の名義を有する教育用図書（文部科学省著作教科書）がほとんどの場合で用いられている。これらは、学習指導要領に準拠したものである。教科用図書は、教科書供給所を経て流通することとなっている。このほか、文部科学省の検定を受けない準教科書・検定外教科書などが使われる場合もある。
- 高等教育・専門教育

他方、高等教育（大学・短期大学・高等専門学校・専修学校の専門課程〔専門学校〕など）における授業用の教科書については、教育施設が市販の専門書などを使用している。これらの専門書に対する検定の制度はない。教科用図書と市販の専門書では、企画・製作の過程から流通・採択に至るまでまったく事情が異なっている。私立大学（放送大学を含む）、専修学校の専門課程（専門学校）やその他の教育施設では、市販本に頼らず、もっぱら自前で制作・発行した教科書・教材を使用する場合もある。
- 美術や音楽など一部の科目を除けばA5版型が非常に多く、週刊誌のB5版型、文庫本のA6版型と並んで、版型サイズを説明する例としてしばしば用いられる。

### アメリカ
アメリカ合衆国の教科書はK-8用（幼稚園から第8学年）、第7-12学年用、AP用（ハイスクール上級学年向け）に大別される。AP用は大学入学前単位認定プログラムに対応しており大学での単位認定が認められる場合が多い
- 生物教科書

一般的な生物教科書の特徴は、主にハードカバーおよびフルカラーで、2kg近い重さがあり、頁数は600頁から1000頁を超えるものまであり、一般に頁数が多いほど内容も高度である。神奈川県立青少年センターの池田博明は「アメリカの多くの州では、教科書は州または地区で購入して、 教室に置いて生徒に貸与して使わせているのである。表紙の裏に所有校欄があり、9年間分の使用簿 （使用者氏名、学年等）まで用意されている。 また、生徒に対して破損・書き込み禁止の注意も書いてある。何年も繰り返して使えるように丈夫に出来ているのだ。 アメリカでは、個人が教科書を買うことは出来ないのである。」と報告している。
- 生物教科書問題：

アメリカのいくつかの州では、キリスト教右派とキリスト教根本主義の圧力により、生物の授業において、旧約聖書の『創世記』に基づく創造論（人類が唯一神により創造されたとする信仰）を記載した教科書を使用して教えることが義務付けられている。このため、科学（進化論）と宗教とは区別すべきと考える生物の教育者らの強い反発を招き、問題になっている。
- 2000年東京書籍が刊行した『新しい算数』英訳版は、アメリカの一部の小学校で使用されたことがあった[6]。

### フランス
フランスでは科目によっては教科書が使用されず、各教師の配布するプリントなどが使用される。また教科書が使用される場合でも、貸出制である。

### イギリス
イギリスには教科書検定制度はないが、サッチャー政権以降、ナショナルカリキュラムが導入されており、また日本のような1学年毎ではなく2～3学年をひとまとめにしたキー・ステージ(key stage)の段階毎に構成されている。

### ドイツ
ドイツでは1972年以来、ポーランドと共同で歴史教科書を作成している。

### ノルウェー
ノルウェーでは教科書は無償で貸出制。教科書にはカバーを付け、1年間使ったあとにカバーを取って返却する。 

### オランダ
オランダには教育の自由の保障の観点から、教科書検定制度がない。教育研究家のリヒテルズ直子によれば「著しい異端的な価値観は、まず父母や保護者が気付いて批判する。子どもを他校に転校させる、という形の批判は、学校存続の危機につながる。だから、オランダの教科書の様相・またそこで使われる方法は、出版社によってかなりの違いがある。」と指摘している。

## 関連文献
- 佐藤泉『国語教科書の戦後史』（勁草書房、2006年5月）